# Placa da Antártica

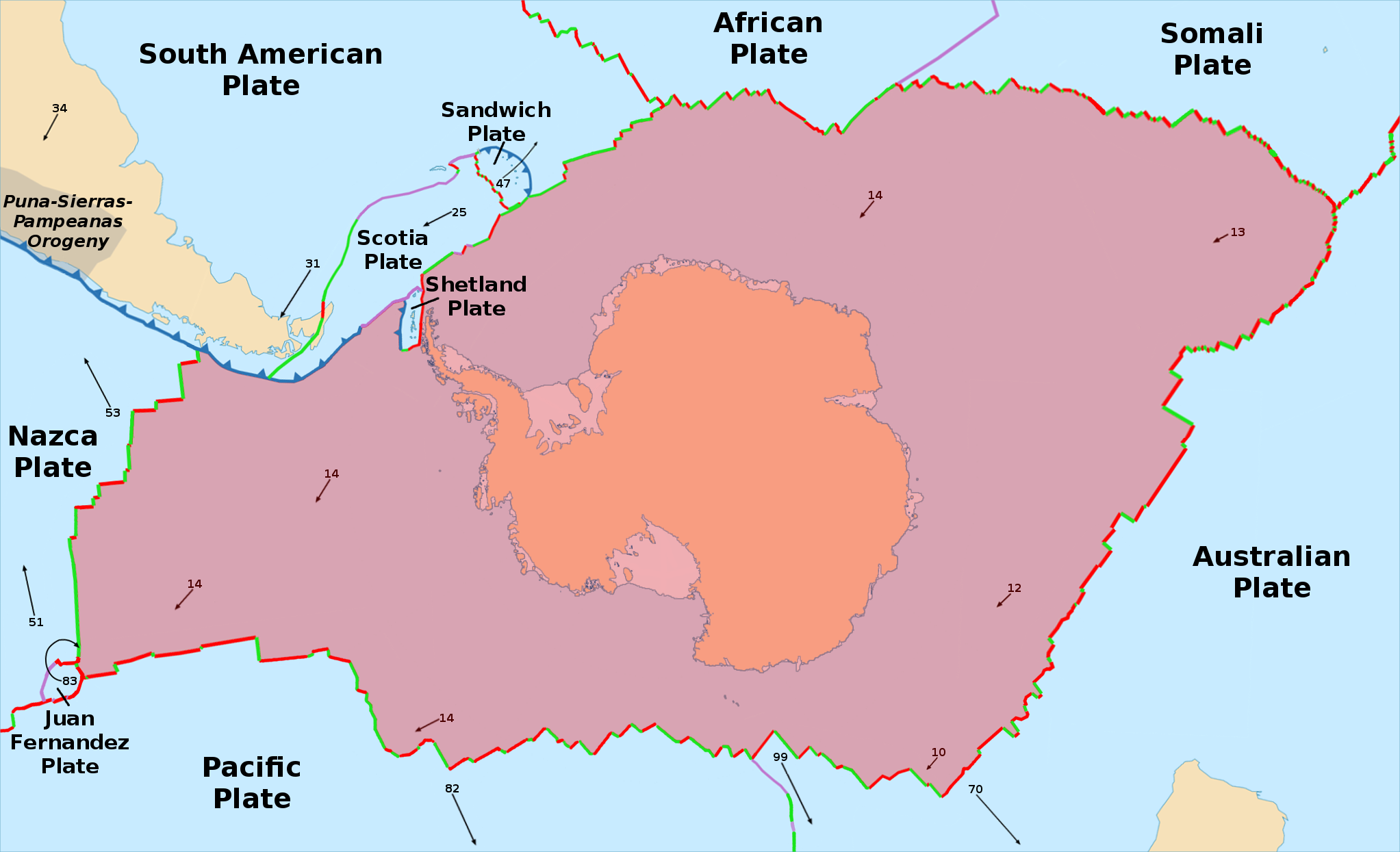
Placa da Antártica

Placa da Antártica é uma grande placa tectônica que abrange o continente da Antártida e seus oceanos circundantes. Após separação da Gondwana, a parte sul do supercontinente Pangeia, a placa da Antártica começou a mover o continente antártico para o sul até à sua presente localização isolada, fazendo com que o clima da região ficasse muito mais frio. A placa é limitada quase inteiramente por sistemas de dorsal meso-oceânica extensionais. As placas adjacentes são a Placa de Nazca, a Placa Sul-Americana, a Placa Africana, a Placa Australiana, a Placa do Pacífico e a Placa de Scotia.
A placa Antártica tem aproximadamente 60,9 milhões quilômetros quadrados. É a quinta maior placa do mundo.